# تشیکاپا
تشیکاپا (به لاتین: Tshikapa) یک منطقهٔ مسکونی در جمهوری دموکراتیک کنگو است که در Kasaï-Occidental واقع شده‌است. تشیکاپا ۵۸۷٬۵۴۸ نفر جمعیت دارد و ۴۸۵ متر بالاتر از سطح دریا واقع شده‌است.